# Elite Park Avenue Hotel

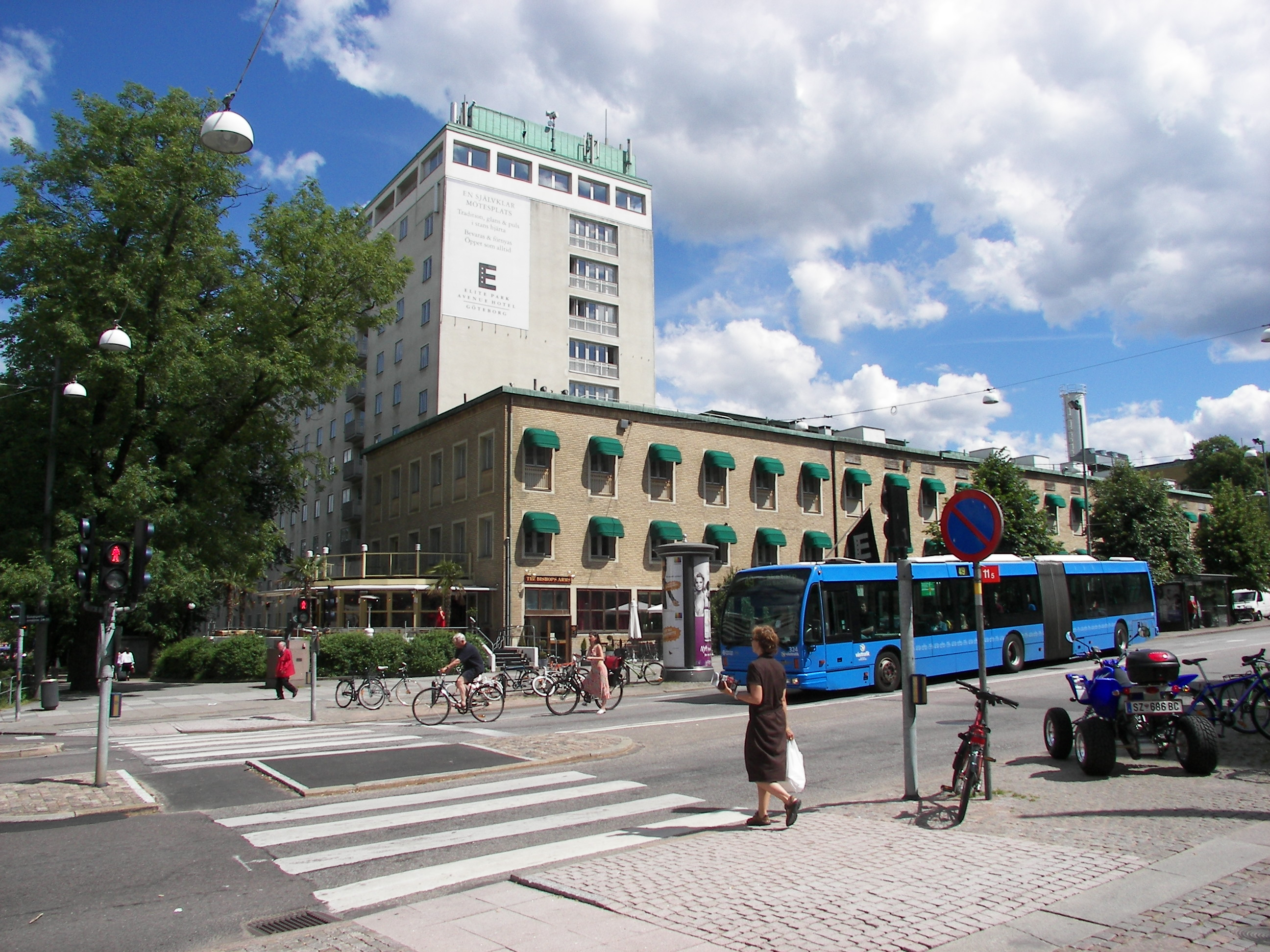
Hotellets fasad år 2006.

Elite Park Avenue Hotel ligger i Lorensbergsparken på Kungsportsavenyen 36-38 i Göteborg, granne med Lorensbergsteatern, Stadsbiblioteket och Götaplatsen. Det ursprungliga hotellet, Park Avenue Hotel med 12 våningar, ritat av arkitekten Nils Einar Eriksson, stod färdigt 1950.

## Historik

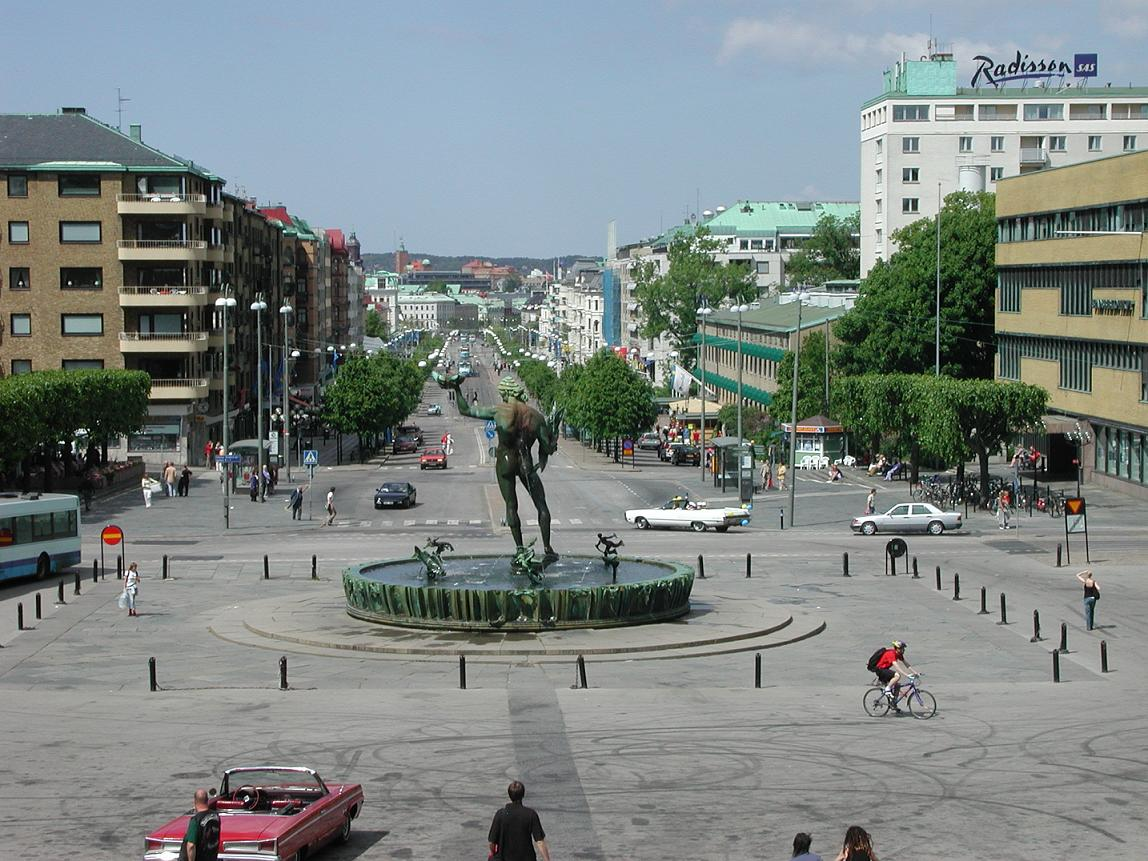
Vy över Kungsportsavenyn uppe från Götaplatsen, där hotellet syns till höger nedanför Stadsbiblioteket, så som det såg ut innan Stadsbibliotekets ombyggnad, och när hotellet drevs av SAS Radison.

Hotellets historia började redan 1944. På den tiden fanns det många stora industrier i Göteborg som behövde hotellrum till sina utländska kontakter, och när Andra världskriget var slut ökade resandet och fler  utländska kunder bjöds in till Göteborg. Det var på initiativ av stadsfullmäktiges ordförande Ernst Jungen som några industrimän och skeppsredare samlades och beslutade att uppföra ett hotell med cirka 200 rum samt en restaurang. Ett hotellbolag bildades samma år vars första uppgift blev att hitta en lämplig tomt för hotellet. Valet föll på en tomt i Lorensbergsparken utefter Kungsportsavenyn. Den omtalade Göteborgsandan gjorde att företagarna tecknade aktier för 4 miljoner.[källa behövs] Göteborgs stad tecknade B-aktier för 1,2 miljoner, vilket motsvarade priset för tomten som hotellbolaget köpte av staden. Ordförande i styrelsen blev vd:n för Svenska Amerika Linien, Erik Wijk. Utöver Göteborgs stad, var de största aktieägarna Broströms, Transatlantic, Götaverken, Eriksberg, Svenska Lloyd, SKF och Volvo. Förutom denna satsning, förväntades att Statens Järnvägar skulle bygga det hotell som utlovats i samband med överlåtelsen av Bergslagsbanan. 
Den kände arkitekten Nils Einar Eriksson anlitades, och bygget kom igång under december 1948 och den 6 juni 1950 var det klart för invigning. Markförhållandena var sådana att man slog ner betongpålar till berget på 10-15 meters djup. Park Avenue Hotel var Sveriges första hotell med badrum samt heltäckande mattor i samtliga rum.
Etapp ett byggdes längs Engelbrektsgatan med 12 våningar, och hade 177 hotellrum, reception samt en mindre frukostmatsal. Den kostade 8 miljoner kronor, och uppfördes av Yngve Kullenberg Byggnads AB. Eftersom Lorensbergs restaurang fortfarande låg kvar i anslutning till hotellet, byggdes ännu ingen restaurang. Den norra delen av trevåningslängan mot Kungsportsavenyn innehöll hotellvestibul och några sällskapsrum, och byggdes senare ut i etapp två med restaurang samt konferensdel. Hotellets första verkställande direktör var reklammannen Orvar Janson. 
Den 20 april 1956 stängdes Restaurang Lorensberg, vilken hade öppnats i september 1867. Omkring 1 augusti 1956 var den gamla krogen jämnad med marken och arbetet med tillbyggnaden av Park Avenue Hotel påbörjades. "Nya" restaurang Lorensberg öppnade i mars 1958, tillsammans med Grillen, senare Belle Avenue. Utöver detta tillkom samtidigt ytterligare 31 rum och festvåningar. Denna investering uppgick till 12 miljoner kronor. År 1974 utökas verksamheten med ett antal konferenslokaler samt 114 nya rum.
År 1979 köptes Park Avenue Hotel AB av SAS för cirka 15 miljoner (en kassa på fem miljoner fanns då i bolaget) och blev SAS Park Avenue Hotell med 350 anställda. SAS investerade omkring 75 miljoner i rörelsen under de kommande åren. Då hade hotellet 350 anställda. Försäkringsbolaget Wasa köpte 1989 hotellfastigheten för mellan 350 och 400 miljoner, medan SAS drev hotellet vidare. SAS tecknade 1994 avtal med Radisson Hotels International, och ingick därmed i Radisson SAS Hotels Worldwide. 1998 köptes Pandox Hotellfastigheter av Wasa. SAS Radisson drev hotellverksamheten vidare. Vid årsskiftet 2004/2005 köptes hotellet av Elite Hotels, och Park Avenue blev därmed kedjans andra storhotell i Göteborg.

## Taubesalen
Evert Taube fick 1958 i uppdrag att dekorera väggarna i Parks stora balsal. Han skapade då 20 väggpannåer, cirka en och en halv meter i kvadrat, som löper runt hela salen. Motiven var ur Taubes egna visor. "Evert Taube bodde, åt och drack förnämligt på hotellet under de två månader som arbetet pågick." Till sin hjälp hade han konstnären Marianne Greenwood. Hennes arbete betalades med "mat och husrum samt förmånen att ensam få rå om Evert i två hela månader, natt och dag", som hon själv har beskrivit upplägget.

## Park Avenue Hotels skriftserie
Under flera år gav hotellet ut skriftserien "Park Avenue Hotels skriftserie", där olika ämnen i branschen behandlades. De första nitton skriftserierna hade titlarna: 1. Kring vinet och maten 2. Röda viner 3. Vita viner 4. Sherry, Portvin, Madeira 5. Champagne och övriga mousserande viner 6. Vinlexikon 7. Cognac 8. Whisky 9. Likörer och 10. Cocktails 11. Öl 12. Brännvin 13. Ost 14. Gåslever, Tryffel, Caviar 15. Skaldjur 16. Kryddor 17. Sagt och tänkt om mat och vin 18. Caréme 19. César Ritz.